# FC Farul Constanţa
El FC Farul Constanţa és un club de futbol romanès de la ciutat de Constanţa. Farul significa "el far".

## Història
El club va ser fundat l'any 1949 quan dos equips locals, Dezrobirea i PCA, s'uniren, creant el Locomotiva PCA Constanţa. Debutà a la primera divisió el 1955. Dos anys més tard construí el seu actual estadi. L'evolució del nom ha estat la següent:
- 1920–1946: SPM Constanța
- 1946–1949: PCA Constanța
- 1949–1953: Locomotiva PCA Constanța
- 1953–1958: Locomotiva Constanța
- 1958–1972: CSO Farul Constanţa
- 1972–1988: FC Constanța
- 1988–present: FC Farul Constanța

## Palmarès
- Lliga romanesa de futbol:
  - 2023[2]

## Jugadors destacats
- Porters: Dan Ştefănescu, Gheorghe Niţu, Cristian Munteanu, Eugen Nae George Curcă, Adrian Vlas
- Defenses: Alexandru Popovici, Dumitru Antonescu, Constantin Mareş, Dumitru Nistor, Surian Borali, Iosif Vigu, Ion Moldovan, Cristian Petcu, Cristian Abăluţă, Gabriel Vochin, Valeriu Răchită, Gheorghe Barbu, Cristian Şchiopu, Cosmin Paşcovici
- Centrecampistes: Constantin Koszka, Vasile Mănăilă, Constantin Bârbora, Gheorghe Hagi, Mihai Stere, Cristian Mustacă, Petre Buduru, Ştefan Hoffmeister, Dănuţ Moisescu, Dănuţ Moisescu, Ionuţ Bădescu, Vasilică Cristocea, Marian Aliuţă, Bănică Oprea, Bogdan Andone, Stelian Carabaş, Ianis Zicu, Adrian Senin
- Davanters: Aurel Rădulescu, Pavel Peniu, Petre Grigoraş, Marin Tufan, Tiberiu Kallo, Ilie Ologu, Mircea Sasu, Alexandru Badea, Constantin Mărculescu, Dumitru Caraman, Emanoil Haşotti, Constantin Iancu, Marian Popa, Bogdan Mara, Cicerone Manolache, Gheorghe Butoiu, Liviu Mihai, Ioan Ciosescu, Mihai Guriţă, Tibor Moldovan